# Peter van Eboli
Peter van Eboli (Eboli, 2e helft 12e eeuw -  , 1220) was een dichter aan het hof van keizer Hendrik VI van het Heilige Roomse Rijk die tevens koning van Sicilië was. Peter schreef zijn verzen in het Latijn. Zijn naam in het Latijn was Petrus de Ebulo of Petrus Eburensis.

## Levensloop
Peter was afkomstig van Eboli in Campanië, dat destijds behoorde tot het koninkrijk Napels en Sicilië, destijds koninkrijk Sicilië genoemd. Peter was een monnik. Zijn poëtisch oeuvre was in dienst van Hendrik VI en zijn jonge kroonprins Frederik II, later stupor mundi genoemd of verbazing der wereld. Hendrik VI was via zijn echtgenote Constance van Sicilië uit het huis Hauteville koning van Sicilië geworden. Hendrik VI had het regerende Normandische vorstenhuis Hauteville bloedig en succesvol opzij gezet.
Waarschijnlijk werkte Peter in Palermo voor de Hohenstaufen. 

## Werken
- Liber ad honorem Augusti sive de rebus Siculis, ofwel Boek ter ere van keizer (Hendrik VI) of de Siciliaanse kwestie. Dit boek wordt ook genoemd Carmen de motibus Siculis of Gedicht over de Siciliaanse strijd. Peter schreef het waarschijnlijk in het jaar 1196. Het is een kroniek en terzelfdertijd een ode aan keizer Hendrik VI. Het is geschreven in versvorm, zoals een ecloge, en het werk is verlucht met talrijke illustraties zoals een prentenboek. De geboorte van Frederik II is geïnspireerd door de Vierde Ecloge van Vergilius, waarin een veelbelovend kind ter wereld komt. Dit werd door christenen al eens gelezen als de komst van de Messias. Peter ziet de geboorte van Frederik II als een zegening voor zijn moeder Constance van Sicilië. Tancred van Sicilië, de opponent uit het huis Hauteville, wordt door Peter belachelijk gemaakt. Peter gaf hem zelfs de bijnaam Tacredulus of klein Tancredje.
- De balneis Puteolanis of Over de baden van Pozzuoli. Pozzuoli ligt in de Baai van Napels. Dit is een handboek over alle soorten baden die een middeleeuwse toerist er kan nemen. Dit gaat over zwavelhoudende baden, hete baden of baden op een rots onder meer. Peter beschreef de heilzame effecten ervan voor het lichaam.[2]
- Drie van zijn gedichten vermeldde Peter in De Balneis Puteolanis in elegisch distichon. Het zijn: 
  - De overwinning van het huis Hohenstaufen op het huis Hauteville als uitkomst van de Siciliaanse burgeroorlog.
  - De wonderbaarlijke daden van Frederik II. Dit gedicht is nergens bewaard gebleven.
  - Een oplijsting van alle rivieren en wateren op het Griekse eiland Euboea. Peter vreesde dat de namen van deze rivieren verloren zouden gaan. Hij hechtte er belang aan omdat volgens een legende kolonisten vanuit Euboea de stad Cumae nabij Napels stichtten.